# جاكوب فريدريش شولكوف
جاكوب فريدريش شولكوف (15 نوفمبر 1819-15 سبتمبر 1899) رائدًا في تسخير الطاقة الكهرومائية لشلالات نياجرا.

## حياته
ولد جاكوب ف. شويلكوف في 15 نوفمبر 1819 في كيرشهايم أونتر تيك، وهي بلدة صغيرة في مملكة فورتمبيرغ. كان ابن جوتليب شولكوف وكريستينا ماير. تلقى تعليمه في مدارس البلدة وفي سن الرابعة عشرة بدأ يتعلم عن المدابغ مع والده، وهو صانع جلود كبير، تعلم هذه المهنة من والده.

## مسار مهني
بعد إكمال خمس سنوات من التدريب المهني، أصبح كاتبًا في منزل تجاري في ستراسبيرغ حيث عمل لمدة عامين. في عام 1841، قرر أن يحاول مغادرة ألمانيا ويجرب ثروته في الولايات المتحدة. وصل إلى مدينة نيويورك في الثانية والعشرين من عمره في ديسمبر 1841، وكان «غير ملم تمامًا باللغة الإنجليزية».

### المدبغة
بدأ العمل في مدينة نيويورك وبعد عامين توجه إلى الغرب لكسب المزيد.انتقل إلى بوفالو، نيويورك عام 1844 م بمبلغ 800 دولار (22220) من رأس المال الذي أقرضه له والده، ليبدأ عمله الخاص في متجر جلود صغير أسسه في شارع الموهوك.
في عام 1844، اشترى مدبغة صغيرة في وايت كورنرز (هامبورغ)، مقاطعة إيري. في عام 1846، بدأ مدبغة جلود الأغنام في بوفالو. في عام 1848، قام ببناء مدبغة في ميلووكي، ويسكونسن، بالاشتراك مع ابن عمه فريدريك فوغل وشركة «جي فيستر وشركاه».
في عام 1850، أصبح مهتمًا بشركة «سي تي غراي وشركاه» في شيكاغو، التي تدير مدبغة هناك استمرت حتى عام 1856. في عام 1852، أصبح شريكًا في شركة فيليب لودفيج "لويس بريثوبت للدباغة"، وفي النهاية اشترى حصة بريثوبت في عام 1861. من 1853 إلى 1854، أنشأ المدابغ في فورت واين، إنديانا، وشمال إيفانز، نيويورك، حيث قام بتشغيل الأخيرة لمدة 20 عامًا، وفي عام 1857، قام بأول استثمار كبير له خارج أعمال الدباغة، حيث أقام "مطاحن شمال بوفالو للدقيق. والتي أثبتت أنها مربحة جدًا لدرجة أنه واصل استثماراته في مطاحن الدقيق، وأصبح في النهاية أحد أكبر مشغلي مطاحن الدقيق في إمباير ستيت.
في عام 1870، اشترى «فرونتير ميلز أوف بافالو»، وأقام لاحقًا مصانع واسعة في شلالات نياجرا، نيويورك. لم يحتفظ بالعديد من هذه المصالح لفترة طويلة بعد إنشائها. كان نهجه هو التأكد من نجاحهم وبيعهم بربح لتمكينه من البحث عن منافذ جديدة لرأس ماله المتزايد. ومع ذلك، فقد كان مدينًا بمصالح الطحن والدباغة اللاحقة حتى وفاته، حيث تم احتجاز البعض باسمه والبعض الآخر كرئيس لشركة المطاحن «شولكوف وماثيوز».

### الطاقة الكهرمائية

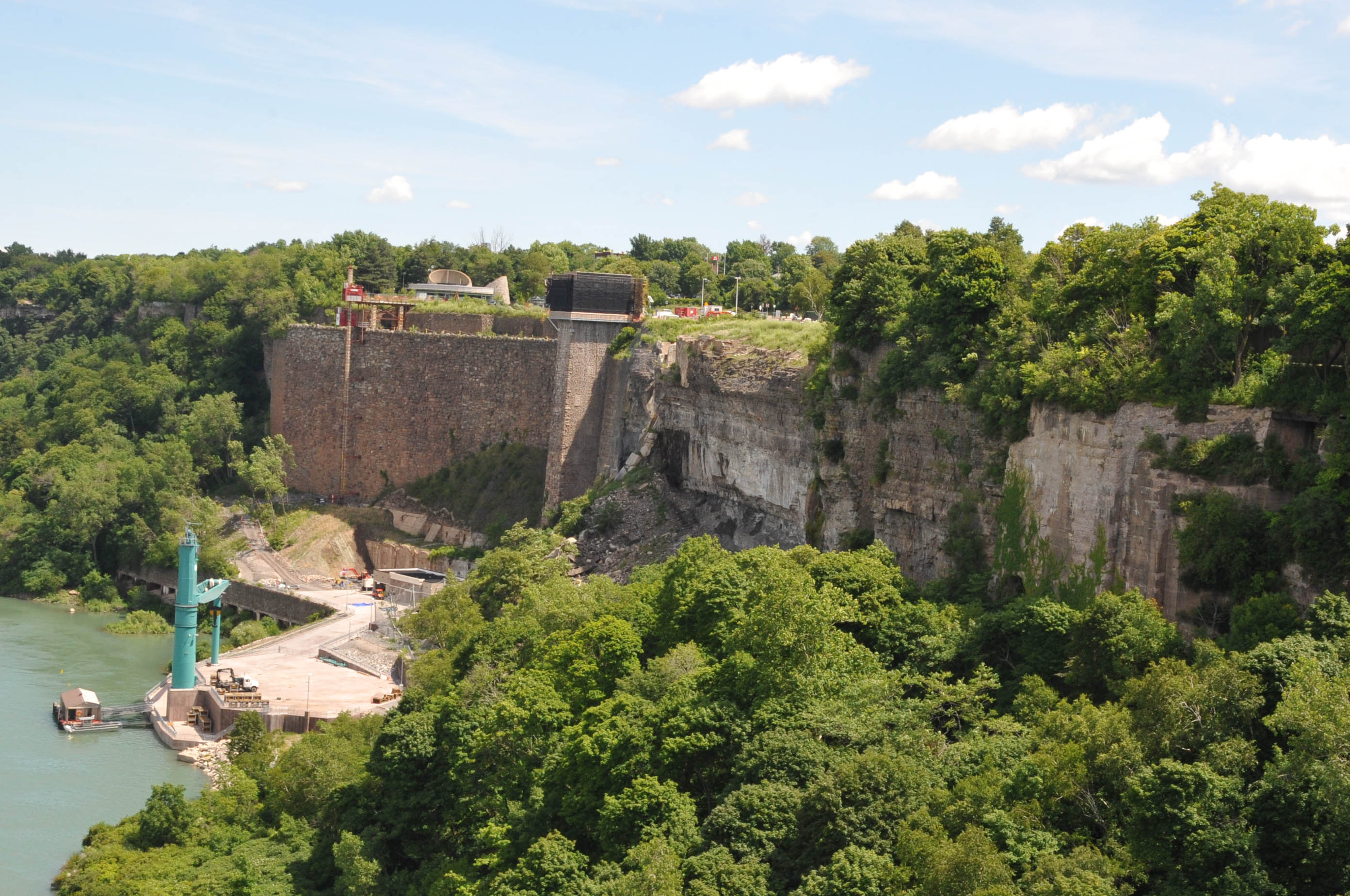
موقع محطة شويلكوف للطاقة رقم 3 في عام 2008

في عام 1877، عندما أفلست شركة قناة شلالات نياجرا، اشترى شولكوف القناة الهيدروليكية في شلالات نياجرا في مزاد مقابل 71000 دولار، (ما يعادل $1٬726٬000 في 2020) من أجل وضع خطة لاستخدام قوة نهر نياجرا. نقلت القناة لاحقًا إلى شركة تُعرف باسم شركة شلالات نياجرا للطاقة الهيدروليكية والتصنيع، والتي كانت بحلول عام 1882 أول شركة تولد الكهرباء من شلالات نياجرا.
قام بتحسين القناة ووضع القوة للاستخدام التجاري. في عام 1881، أكملت الشركة محطة شولكوف للطاقة رقم 1 (التي ستعمل حتى عام 1904). بحلول عام 1882، كان لدى شولكوف سبع طواحين على طول الضفة المرتفعة (الحافة العلوية لمضيق نياجرا شمال الشلالات الأمريكية) تنتج جميعها الطاقة من القناة الهيدروليكية مما جعل شولكوف ثريًا بشكل لا يصدق. في عام 1891، افتتحت محطة شولكوف رقم 2 للطاقة مباشرة أمام النسخة الأصلية، في المضيق أسفل شلالات نياجرا، بارتفاع سقوط يقدر بـ 210 قدم (64 م) . في عام 1904، قامت الشركة ببناء محطتي شولكوف رقم 3A و 3B. كان شولكوف رئيسًا للشركة في وقت وفاته، وبعد ذلك وجد كل ابن مكانًا في مشاريع شولكوف التجارية المختلفة.
اختصرت شركة شلالات نياجرا للطاقة الهيدروليكية والتصنيع لاحقًا إلى «شركة الطاقة الهيدروليكية»، وخلال الحرب العالمية الأولى، دمجت الشركة مع شركة نياجرا موهوك باور، المملوكة من قبل إدوارد دين آدامز، تحت الاسم الأخير، ولكن مع سيطرة مصالح شولكوف، فإن المشروع يتضمن حوالي 62,000,000 دولار (ما يعادل $1٬066٬757٬000 في 2020).

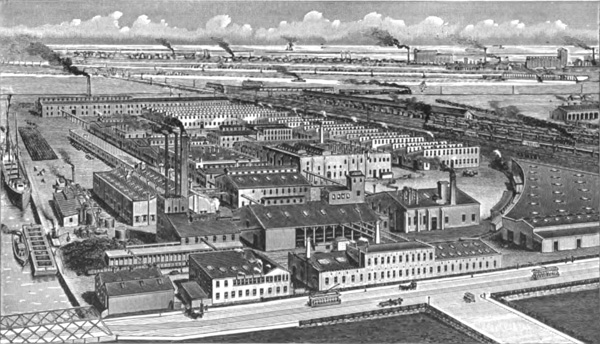
شركة شويلكوف، هارتفورد وحنا. تعمل في بوفالو، نيويورك، سابقًا شويلكوف الأنيلين والأعمال الكيميائية، كاليفورنيا. 1908.

بعد تشكيل شركة شركة شلالات نياجرا للطاقة في عام 1918، تم انتخاب شولكوف الابن. رئيسًا لمجلس إدارة الشركة، وهو المنصب الذي شغله لمدة ثمانية عشر عامًا. كما استمر جاكوب فريدريك الثالث، وبول آرثر (ابن آرثر شويلكوف)، وأعضاء آخرين من الجيل الثالث في العائلة في العمل مديرين ومساهمين في الشركة. في عام 1929، قاموا بتنظيم شركة نياجرا شير إئتمانًا لجميع الأسهم المملوكة لأفراد الأسرة. استمرت الشركة في الاحتفاظ بمخزون في مرفق الطاقة حتى عام 1956.

## الحياة الشخصية

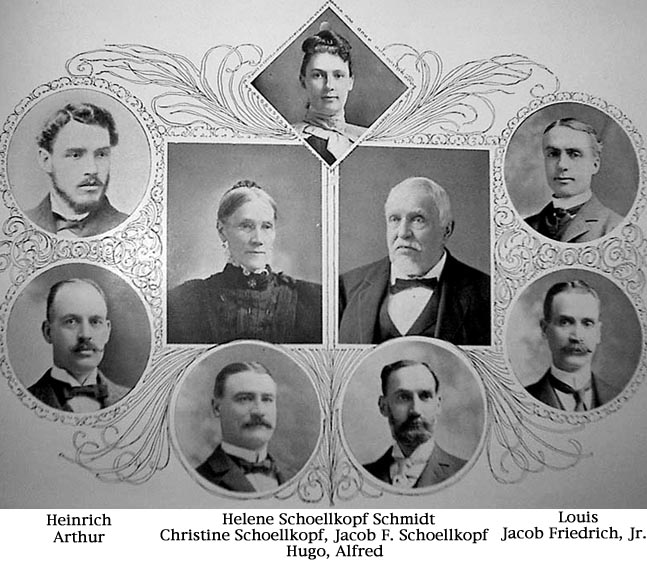
عائلة شولكوف

في عام 1848، تزوج شولكوف من صوفي كريستيان دور (1827-1903)، التي ولدت أيضًا في ألمانيا وجاءت إلى الولايات المتحدة عام 1842. توفي أربعة من أبنائه في سن الرضاعة وعانى اثنان من مشاكل صحية وتوفوا في غضون عامين من والدهم. أطفالهم الذين عاشوا حتى سن الرشد هم:
- هنري شولكوبف (1848-1880)، الذي تزوج من إميلي فوغل عام 1875.[7]
- لويس سكولكوف (1855–1901)، الذي تزوج ميرا لي هورتون (1861-1910).[8]
- آرثر شولكوبف (1856-1913)، الذي شغل منصب العمدة الخامس لشلالات نياجرا[9]
- جاكوب ف. شولكوف الابن (1858-1942)، الذي تزوج ويلما سبرينغ.[10]
- ألفريد شولكوبف (1860–1901)، الذي تزوج إميلي آر جرايبي (1869–1951).
- تشارلز فيليب هوجو شولكوف (1862-1928)، الذي تزوج إميلي ف. أنيت من فورت لي ، نيو جيرسي.[11]
- هيلين شولكوف (1870-1962)،[12] التي تزوجت من هانز شميدت (رئيس شركة JF Schoellkopf Co.)[3]

### ميراث

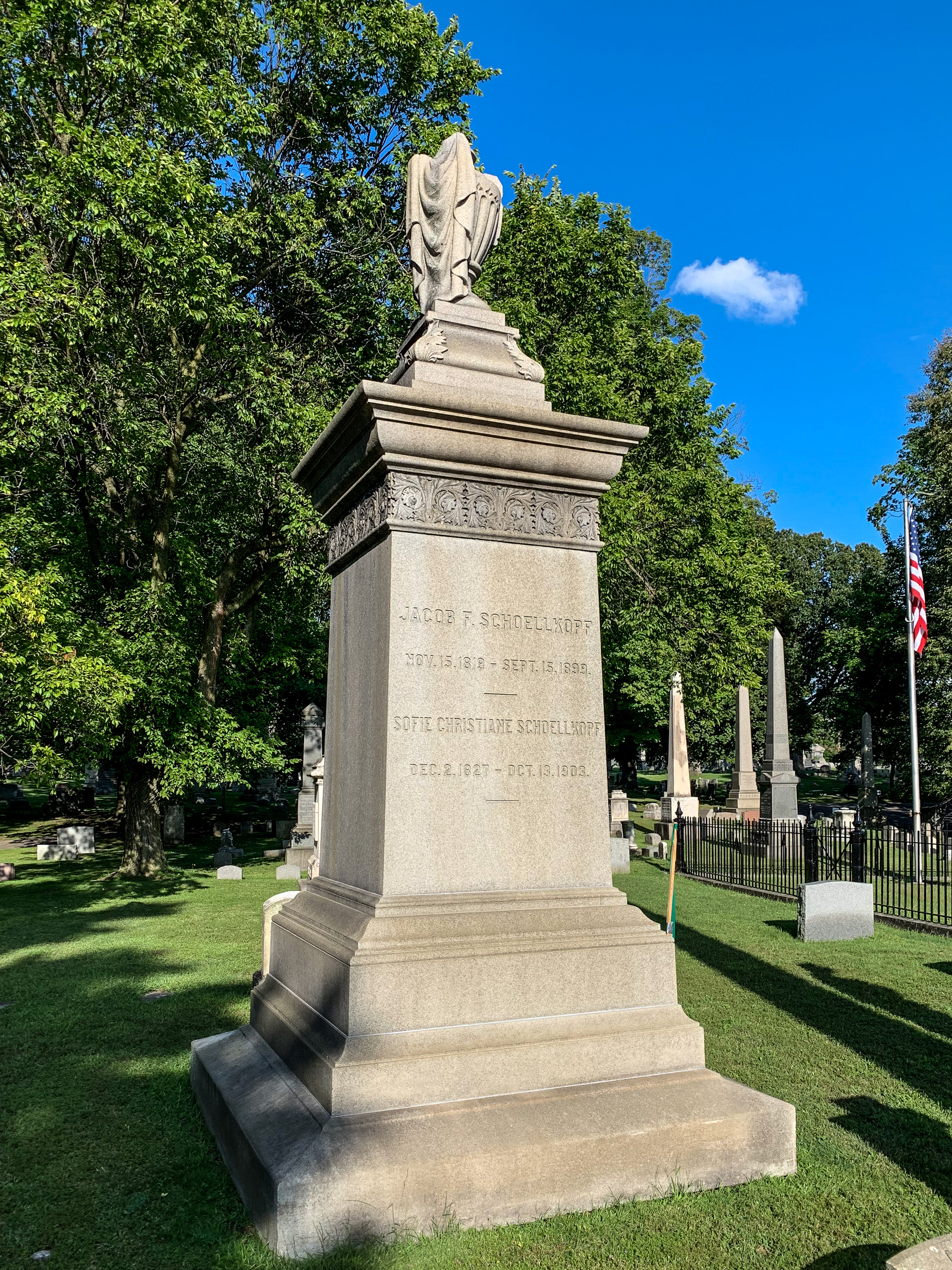
قبر شويلكوف في مقبرة مقبرة فورست لون